# Elaphe climacophora
Espèce
Synonymes
- Coluber climacophorus Boie, 1826
- Coluber virgatus Schlegel, 1837

Elaphe climacophora (nom vernaculaire japonais : Aodaishō) est une espèce de serpents de la famille des Colubridae.

## Répartition
Cette espèce se rencontre :
- au Japon, sur les îles Hokkaidō, Honshū, Kyūshū, Ryūkyū, Tanegashima, Tsushima, Shikoku et Yakushima ;
- en Russie, sur les îles Kouriles.

## Description
Elaphe climacophora mesure entre 100 et 160 cm. Son dos varie du jaune pâle au vert foncé ou au bleu-vert. Les juvéniles présentent des bandes brunes. Il s'agit d'un serpent diurne non venimeux.
Cette espèce hiberne pendant trois ou quatre mois par an. L'accouplement a lieu au printemps et la femelle pond 7 à 20 œufs en début d'été.
C'est le plus grand serpent japonais en dehors d'Okinawa.

## Alimentation
Cette espèce se nourrit principalement de rongeurs,oiseaux, amphibiens et lézards. Elle peut également se nourrir d'œufs qu'elle casse en les avalant avec des vertébres modifiées

## Prédateurs
Cette espèce a pour principaux prédateurs le raton laveur, l'Aigle royal, le sanglier, les corvidés. Attaquée par un prédateur, il lui arrive de plonger pour se réfugier au fond d'une rivière. Les juvéniles sont souvent la proie de Elaphe quadrivirgata.

## Publication originale
- Boie, 1826 : Merkmale einiger japanischer Lurche. Isis von Oken, vol. 19, p. 203-216 (texte intégral).